# 蔗林龟
蔗林龟（学名：Vijayachelys silvatica）是地龟科蔗林龟属（Vijayachelys）的唯一一种生物，原产于印度西高止山脉。它首次发现于1912年，当时共搜集到两个标本，但之后的70年中未尝一见，1982年才重新出现。
它最初属于地龟属，后来移到东方龟属，现在则属于蔗林龟属，其属名“Vijayachelys”来自印度爬行动物学家贾甘纳坦·维贾雅（Jagannathan Vijaya，1959–1987）的姓，他是1982年再度找到蔗林龟的人。

## 特征
其模式标本背壳长120 mm（4.7英寸），宽83 mm（3.3英寸），雌性略大于雄性，但最大也不超过13 cm（5.1英寸）。

## 习性

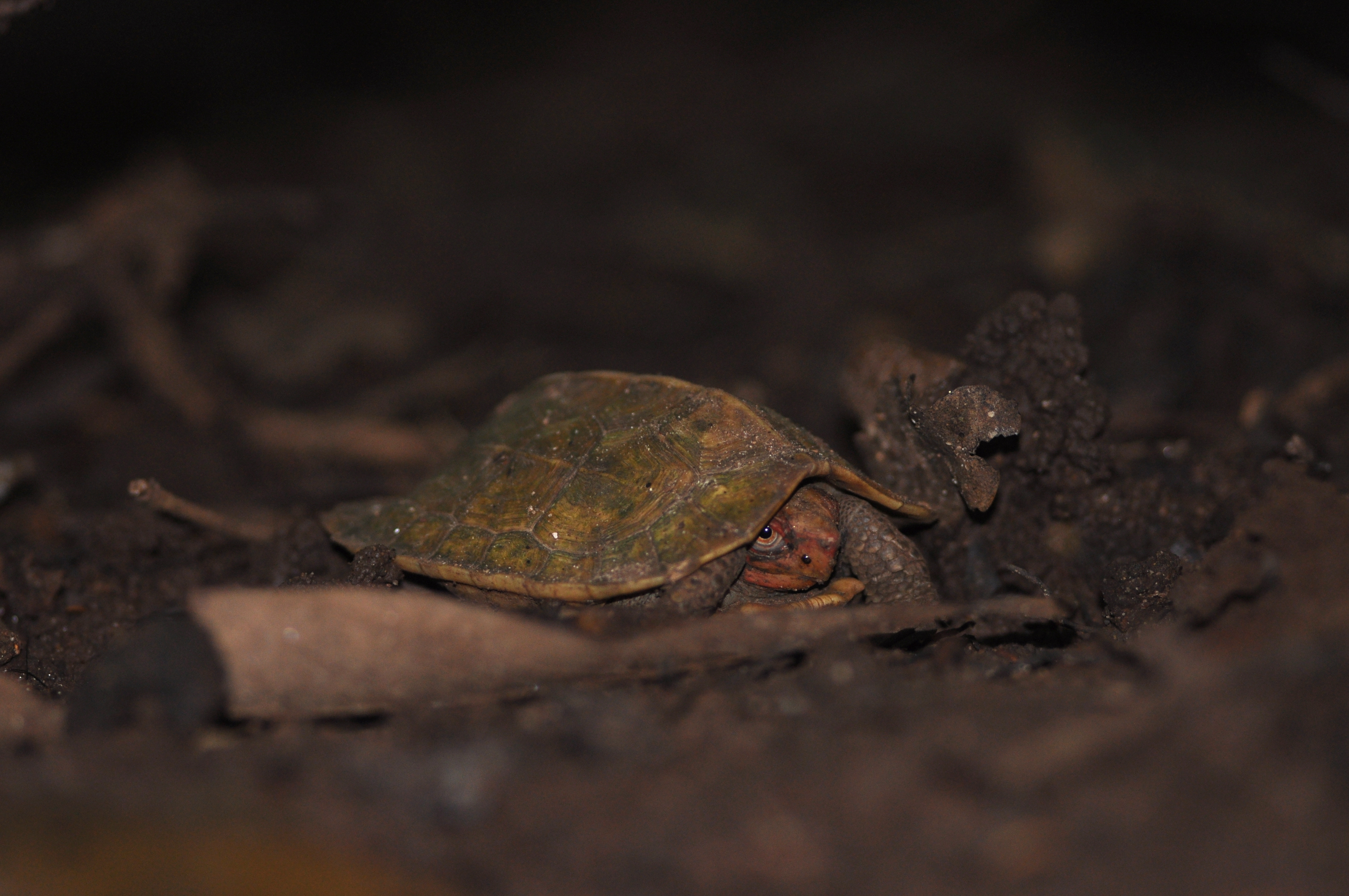
阿奈馬萊丘陵的蔗林龟

它生活在低海拔的常青林中，会在地面打浅洞藏身，洞穴周围未必有水源。它是一种杂食动物。

## 保护
它属于IUCN濒危物种，被列入CITES附录II中，很少见于宠物市场。印度的卡达尔人（Kadar）有时会捕食这种龟 。此外，过度砍伐和修建水利设施也造成其数量减少。
其被列為《瀕危野生動植物種國際貿易公約》附錄二的物種，被限制出口及貿易。